# Düsseldorfi Stadtbahn
A Düsseldorfi Stadtbahn (német nyelven: Düsseldorfi Stadtbahn) Németország Düsseldorf városában található Stadtbahn hálózat. Összesen 11 vonalból áll, a hálózat teljes hossza 85,5 km. Jelenlegi üzemeltetője a Rheinbahn AG.
A vágányok 1435 mm-es nyomtávolságúak, az áramellátás felsővezetékről történik, a feszültség 750 V egyenáram. 
A forgalom 1988. augusztus 6.-án indult el.

## Útvonalak
| Járat | Útvonal | Megnyitás                                                                          | Hossz                                     | Megállók száma (alagútban) | Utazási idő (kb) | Átlagsebesség | Átlagos megállótávolság |
| ----- | --- | ---------------------------------------------------------------------------------- | ----------------------------------------- | -------------------------- | ---------------- | ------------- | ----------------------- |
| U70   | Hauptbahnhof – Heinrich-Heine-Allee – Oberkassel – Lörick – Meerbusch – Krefeld Rheinstraße Schnelllinie mit Auslassen von Zwischenhaltestellen nur montags bis freitags von 6:34 bis 7:54 Uhr und von 16:56 bis 18:36 Uhr im 20-Minuten-Takt                                        | 1988                                                                               | 22,4 km                                   | 17 (5)                     | 40 perc          | 33,6 km/h     | 1317 m                  |
| U71   | Rath – Heinrichstraße – Wehrhahn – Heinrich-Heine-Allee – Bilk – Uni-Kliniken – Wersten – Holthausen – Benrath – Benrath Betriebshof montags bis freitags im 20-Minuten-Takt Ein Teil der Fahrten nur ab/nach Heinrichstraße                                                         | 2016                                                                               | 18,4 km                                   | 37 (6)                     | 53 perc          | 20,83 km/h    | 497 m                   |
| U72   | Ratingen Mitte – Rath – Düsseltal – Wehrhahn – Heinrich-Heine-Allee – Bilk – Hellriegelstraße | 2016                                                                               | 15,4 km                                   | 31 (6)                     | 42 perc          | 22 km/h       | 496 m                   |
| U73   | Gerresheim – Grafenberg – Düsseltal – Wehrhahn – Heinrich-Heine-Allee – Bilk – Uni-Kliniken – Universität Ost/Botanischer Garten | 2016                                                                               | 13,5 km                                   | 30 (6)                     | 39 perc          | 20,76 km/h    | 450 m                   |
| U74   | Holthausen – Wersten – Oberbilk – Hauptbahnhof – Heinrich-Heine-Allee – Oberkassel – Lörick (– Meerbusch, Görgesheide) bis Meerbusch nur samstags von 8 Uhr bis 18 Uhr und montags bis freitags zur Hauptverkehrszeitam Wochenende teilweise weiter als Linie U76 Richtung Krefeld   | 1994                                                                               | 21,2 km                                   | 31 (8)                     | 46 perc          | 27,65 km/h    | 683 m                   |
| U75   | Eller – Lierenfeld – Hauptbahnhof – Heinrich-Heine-Allee – Oberkassel – Heerdt – Neuss Hbf | 1993                                                                               | 15,6 km                                   | 28 (7)                     | 42 perc          | 22,29 km/h    | 557 m                   |
| U76   | Handelszentrum/Moskauer Straße (nur in Rtg. Krefeld) – Hauptbahnhof – Heinrich-Heine-Allee – Oberkassel – Lörick – Meerbusch – Krefeld am Wochenende teilweise weiter als Linie U74 Richtung Holthausen                                                                              | 1988                                                                               | 23 km                                     | 28 (6)                     | 45 perc          | 30,67 km/h    | 821 m                   |
| U77   | Holthausen – Wersten – Oberbilk – Hauptbahnhof – Heinrich-Heine-Allee – Oberkassel – Am Seestern nur montags bis samstags | 1994                                                                               | 11,6 km                                   | 22 (8)                     | 30 perc          | 23,4 km/h     | 531 m                   |
| U78   | Hauptbahnhof – Heinrich-Heine-Allee – Golzheim – Stockum – Merkur Spiel-Arena/Messe Nord bei Messen, Sportveranstaltungen oder Konzerten im 2½-Minuten-Takt Geplante Verlängerung: Lörick – Meerbusch ( – Krefeld)                                                                   | 1988                                                                               | 8,6 km                                    | 16 (6)                     | 20 perc          | 25,8 km/h     | 537 m                   |
| U79   | DU-Meiderich Bf – Duissern – Duisburg Hauptbahnhof – König-Heinrich-Platz – Steinsche Gasse – DU-Kesselsberg – D-Wittlaer – Düsseldorf Hauptbahnhof – Kaiserslauterner Straße – D-Universität Ost/Botanischer Garten abends sowie sonntags ganztägig nur bis Düsseldorf Hauptbahnhof | 1988                                                                               | 38,2 km                                   | 50 (15)                    | 74 perc          | 30,56 km/h    | 764 m                   |
| U80   | Hauptbahnhof – Heinrich-Heine-Allee – Golzheim – Messe-Süd – Merkur Spiel-Arena/Messe Nord | Tervezés alatt                                                                     | –                                         | –                          | –                | –             | –                       |
| U81   | Neuss Hbf – Lörick – Merkur Spiel-Arena/Messe Nord – Flughafen Terminal – Flughafen Bahnhof – Ratingen-West | Tervezés alatt (az első szakasz a repülőtér és a főpályaudvar között 2024 közepén) | kb. 15,2 km (első építési szakasz 1,9 km) | 14 (5)                     | –                | –             | –                       |
| U82   | Hauptbahnhof – Heinrich-Heine-Allee – Golzheim – Stockum – Flughafen Terminal | Tervezés alatt (az első szakasz a repülőtér és a főpályaudvar között 2024 közepén) | kb. 8,1 km                                | 14 (6)                     | –                | –             | –                       |
| U83   | Gerresheim Krankenhaus – Grafenberg – Düsseltal – Wehrhahn – Heinrich-Heine-Allee – Bilk – Uni-Kliniken – Wersten – Holthausen – Benrath Betriebshof csak hétfőtől péntekig 20 perces ütem                                                                                           | 2016                                                                               | 18,3 km                                   | 35 (6)                     | 51 perc          | 21,53 km      |                         |

## Képgaléria

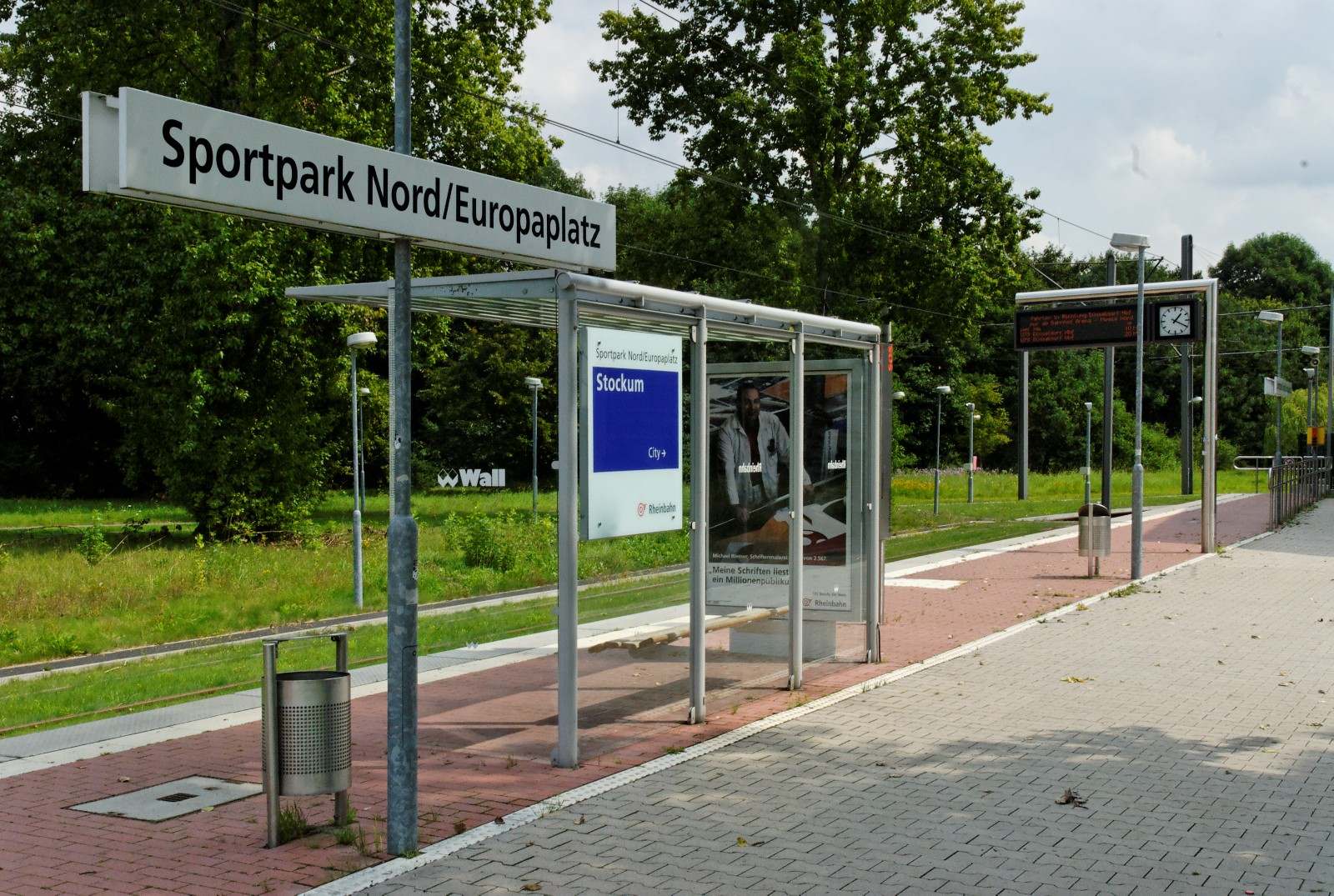
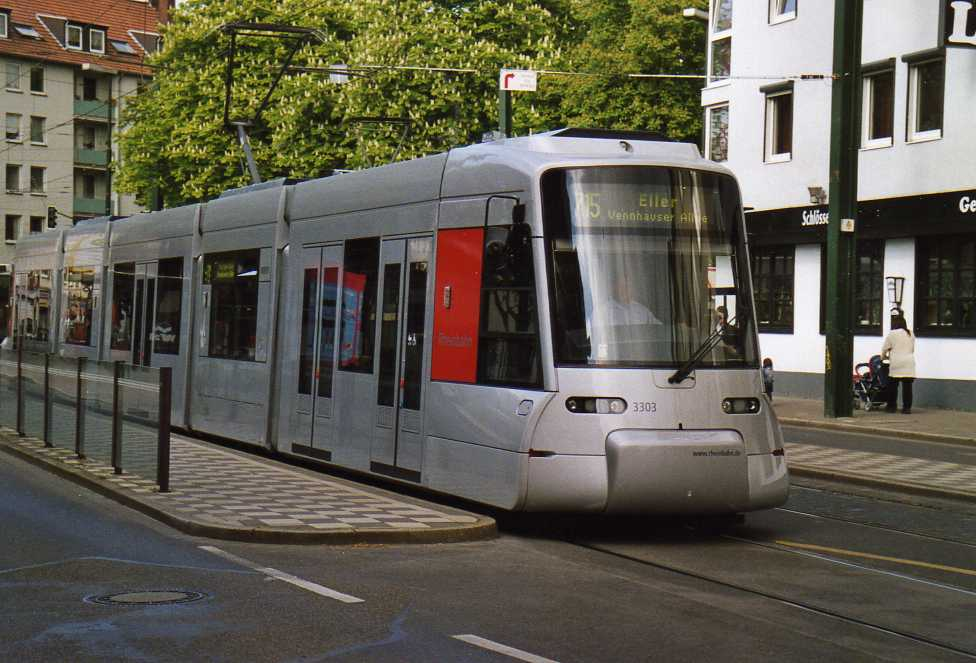
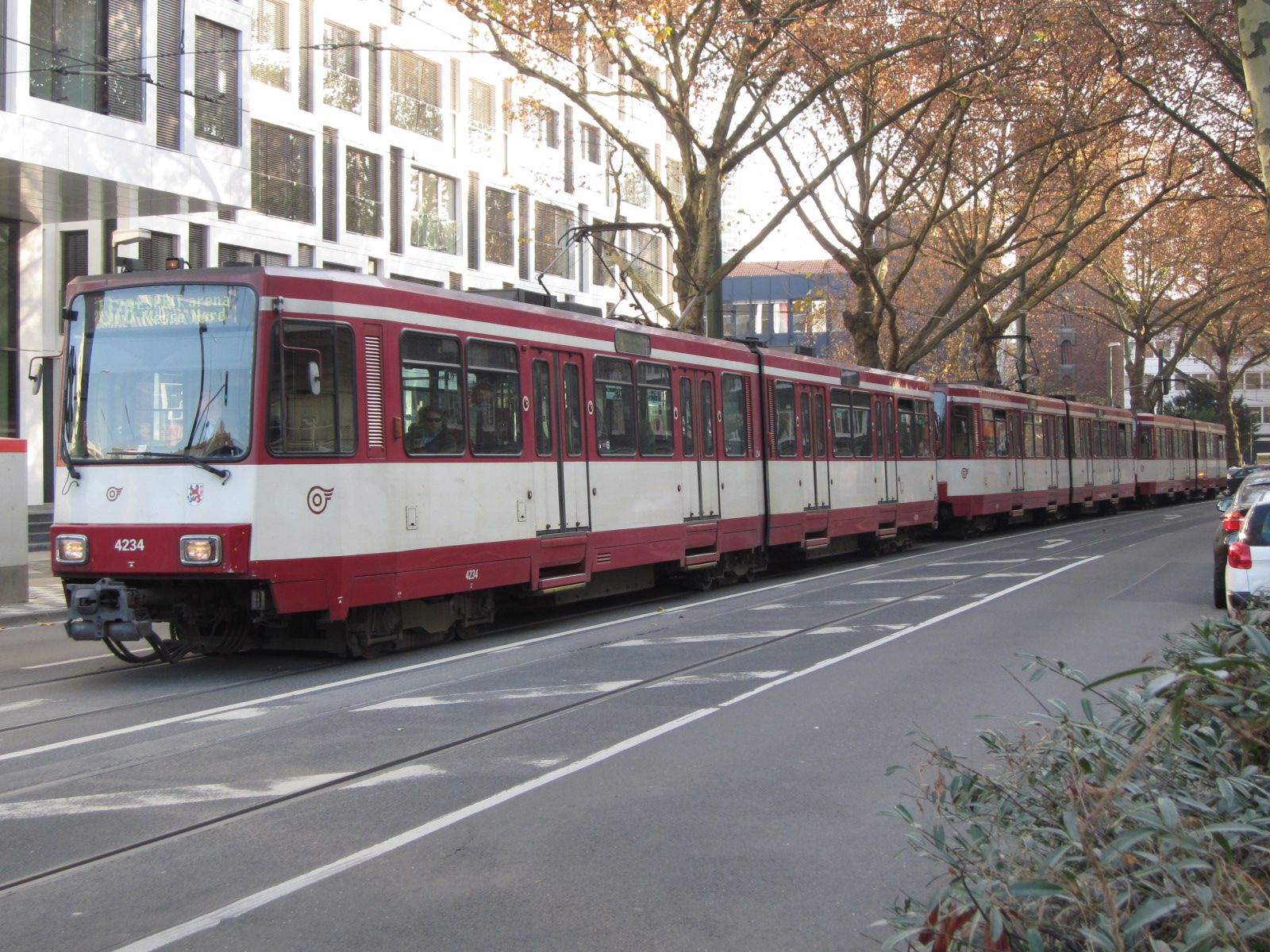
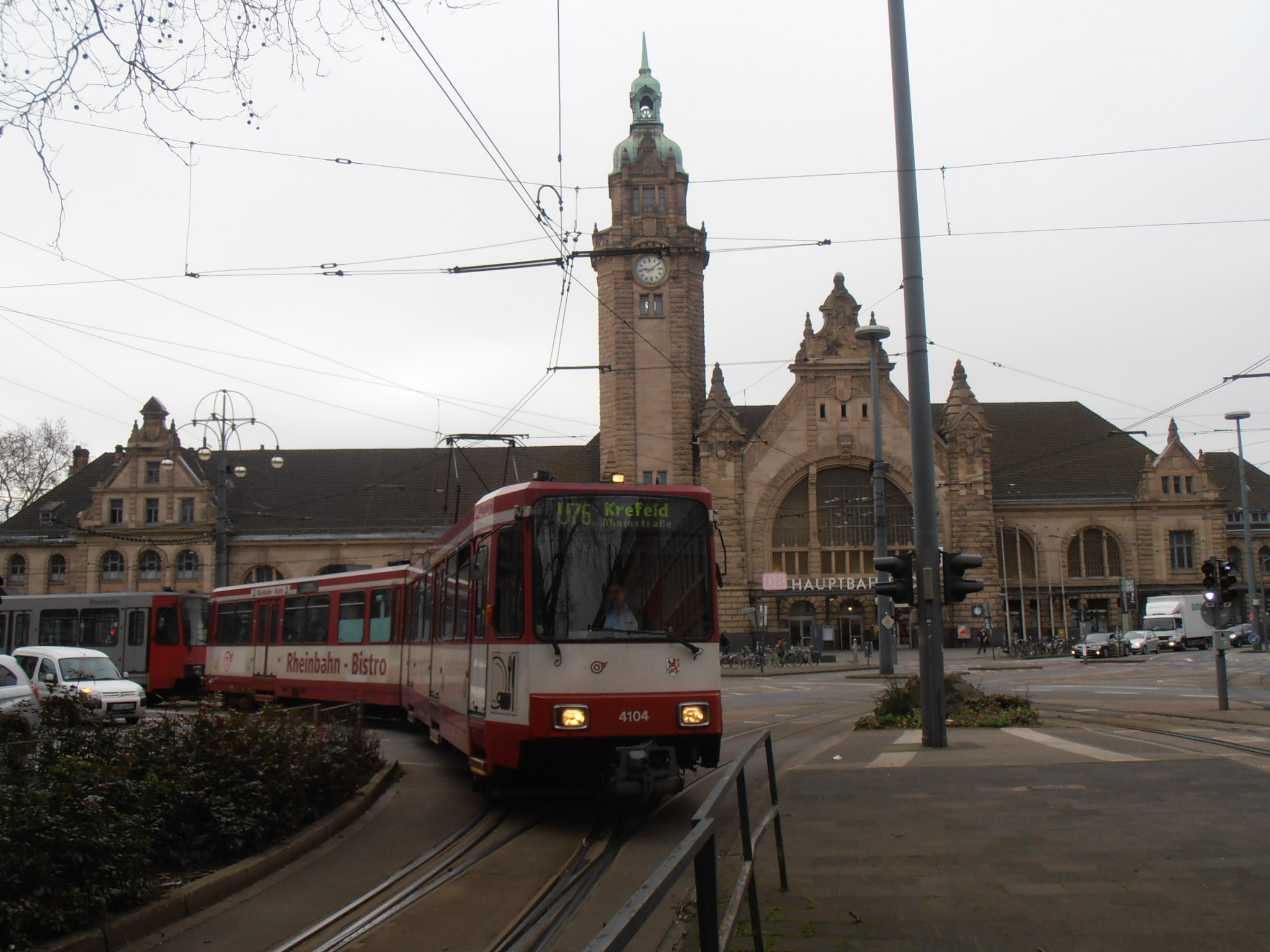
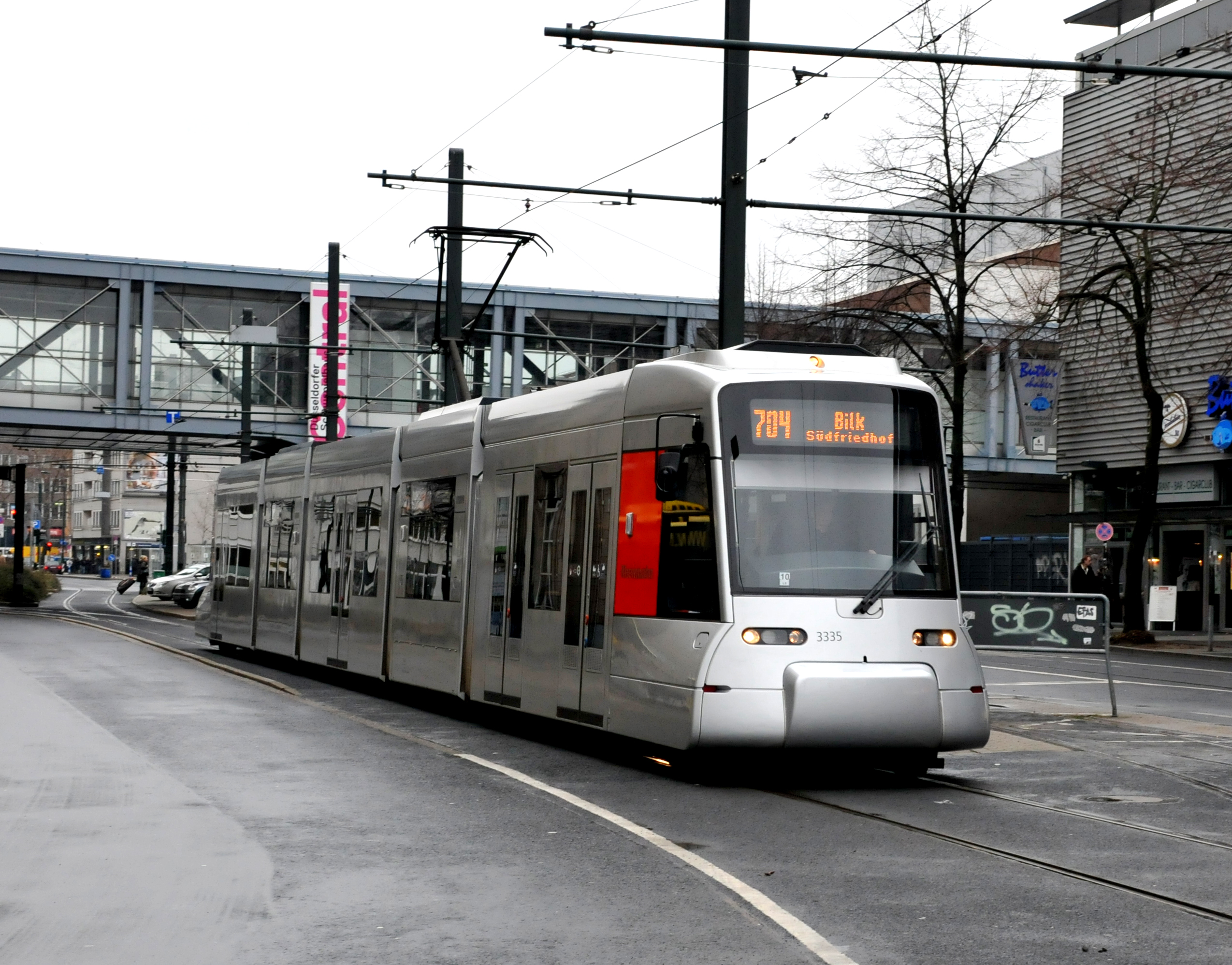
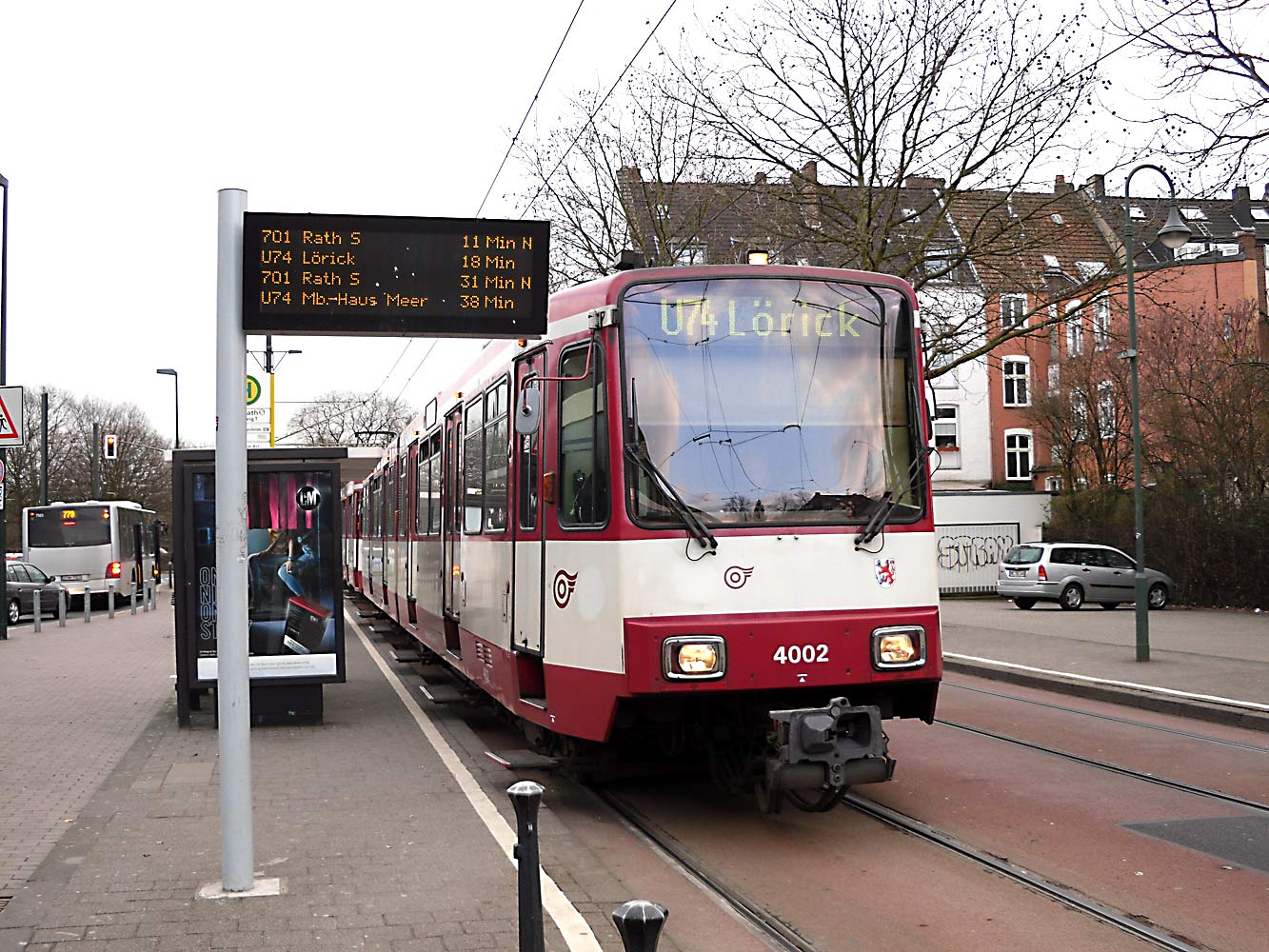